# Municipio de Noble (condado de Defiance)
El municipio de Noble (en inglés: Noble Township) es un municipio ubicado en el condado de Defiance en el estado estadounidense de Ohio. En el año 2010 tenía una población de 6326 habitantes y una densidad poblacional de 103,41 personas por km².

## Geografía
El municipio de Noble se encuentra ubicado en las coordenadas 41°18′41″N 84°24′5″O / 41.31139, -84.40139. Según la Oficina del Censo de los Estados Unidos, el municipio tiene una superficie total de 61.18 km², de la cual 60,62 km² corresponden a tierra firme y (0,91 %) 0,56 km² es agua.

## Demografía
Según el censo de 2010, había 6326 personas residiendo en el municipio de Noble. La densidad de población era de 103,41 hab./km². De los 6326 habitantes, el municipio de Noble estaba compuesto por el 90,15 % blancos, el 2,99 % eran afroamericanos, el 0,3 % eran amerindios, el 0,66 % eran asiáticos, el 3,27 % eran de otras razas y el 2,62 % eran de una mezcla de razas. Del total de la población el 8,62 % eran hispanos o latinos de cualquier raza.